# カーマーゼン
カーマーゼン（英語: Carmarthen [kɑːrˈmɑːrðən], RP: [kəˈmɑːðən] カマーゼン; ウェールズ語: Caerfyrddin [kɑːɨrˈvərðɪn] カエルヴァルジン）は、ウェールズ南西にある都市。カーマーゼンシャーのカウンティータウン。ターウィー川流域にあり人口は15,000人。

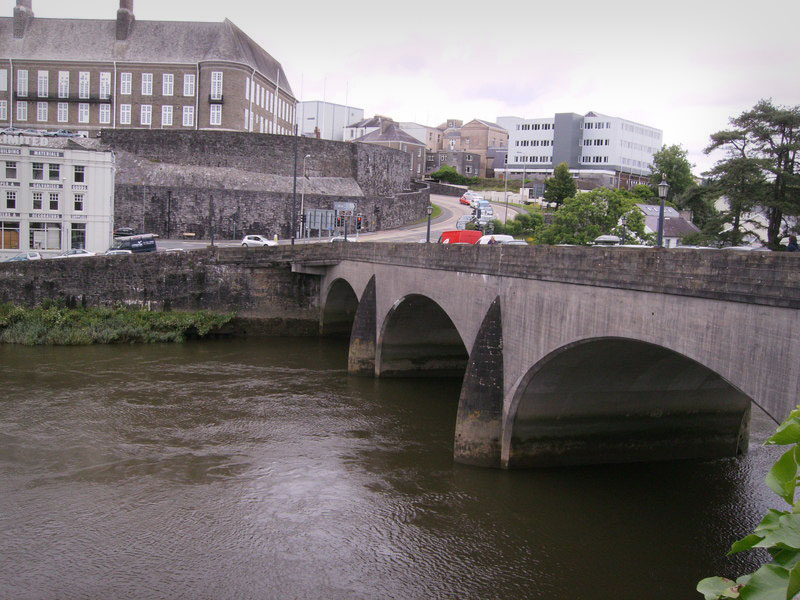
カーマーゼン橋

## 概要

### 名称
元々のウェールズ語読みはカエルヴァルズィンで、これはカエル(Caer)とミルディン(Myrddin)から来ている。ミルディンとはウェールズの伝説に出てくる魔法使いで、アーサー王物語におけるマーリンの事。

## スポーツ
- カーマーゼン・タウンAFC - サッカークラブ

## 対外関係

### 姉妹都市･提携都市
- レスネヴァン（フランス共和国 ブルターニュ地方 フィニステール県）
- サンタ・マリネッラ（イタリア共和国 ラツィオ州 ローマ県）
- アス・ポンテス・デ・ガルシーア・ロドリゲス（スペイン王国 ガリシア州 ア・コルーニャ県）